# Russell Page
Russell Page (Tattershall, 1º novembre 1906 – Londra, 4 gennaio 1985) è stato un architetto del paesaggio britannico.

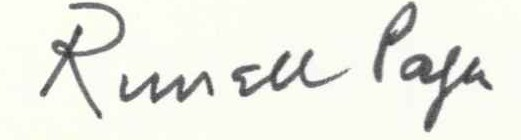

Studiò alla Slade School di Londra prima che la passione per le piante lo spingesse ad intraprendere la carriera di garden designer nel 1928. Fu partner di Geoffrey Jellicoe, ma la loro partnership non durò a lungo a causa di problemi di natura finanziaria.
Dopo aver lavorato per un lungo periodo in Francia, dal 1945 al 1962 (anno in cui diede alle stampe il suo libro L'educazione di un giardiniere), fu chiamato in Italia dal musicista suo connazionale William Walton per collaborare alla realizzazione dell'imponente giardino nella sua tenuta di Ischia, nota come La Mortella.
Tra i suoi lavori più interessanti, oltre a quello di Ischia, vanno ricordati i giardini della sede PepsiCo di Purchase, New York, quelli del castello di Leeds (vicino a Maidstone) e Port Lympne nel Kent, Longleat e Sturford Mead nel Wiltshire, Overbury Court, il parco di Worcestershire and West Wycombe e Buckinghamshire.
In Italia ha progettato il giardino botanico della Tenuta di San Liberato, a Bracciano, quello della Villa d'Agliè sulla collina di Torino, parco registrato tra i parchi storici d'Italia e il parco della tenuta dei Conti Brandolini d'Adda a Vistorta, Sacile. Ha inoltre progettato il parco "La Landriana" presso Tor San Lorenzo (Roma), di proprietà della nobildonna Lavinia Taverna, poi da essa parzialmente modificato.
È scomparso nel 1985 all'età di 78 anni.
Oggi Page è considerato uno dei principali maestri del garden design e nella cura delle piante.

## Libri
- Gabrielle Van Zuylen The Gardens of Russel Page (1995), ISBN 9781556703980
- Russell Page The Education Of A Gardener (1962); L'educazione di un giardiniere (Umberto Allemandi & C., 1994)